# Capitoli de Inferno e paradiso

Copertina del primo volume dell'edizione italiana, raffigurante Soichiro (a sinistra), Aya (al centro) e Bob (a destra)

Questa è la lista dei capitoli de Inferno e paradiso, manga di Oh! great serializzato dal 18 ottobre 1997 al 19 agosto 2010 sulla rivista Ultra Jump edita da Shūeisha.
In Italia la serie è stata pubblicata da Panini Comics sotto l'etichetta Planet Manga in due differenti edizioni. Nella prima, presentata nella collana Manga Universe, i volumi italiani corrispondono alla metà dei tankōbon giapponesi ed è uscita tra il 13 settembre 2001 e il 27 agosto 2011 terminando con  il 45° volume. La seconda invece, chiamata Inferno e Paradiso Collection, presenta i volumi identici a quelli giapponesi ed è stata resa disponibile dal 19 giugno 2008 all'8 ottobre 2011 per un totale di ventidue volumi.

## Volumi 1-10
| 1  | 1-2   | 19 maggio 1998            | ISBN 978-4-08-875656-1 | 13 settembre 2001 11 ottobre 2001 |
| 1  | 1-2   | Capitoli - Capitoli 1-6   |                        |                                   |
| 2  | 3-4   | 11 dicembre 1998          | ISBN 978-4-08-875741-4 | 8 novembre 2001 6 dicembre 2001   |
| 2  | 3-4   | Capitoli - Capitoli 7-12  |                        |                                   |
| 3  | 5-6   | 19 luglio 1999            | ISBN 978-4-08-875808-4 | 24 gennaio 2002 14 febbraio 2002  |
| 3  | 5-6   | Capitoli - Capitoli 13-19 |                        |                                   |
| 4  | 7-8   | 18 febbraio 2000          | ISBN 978-4-08-875886-2 | 14 marzo 2002 11 aprile 2002      |
| 4  | 7-8   | Capitoli - Capitoli 20-26 |                        |                                   |
| 5  | 9-10  | 17 novembre 2000          | ISBN 978-4-08-876097-1 | 9 maggio 2002 13 giugno 2002      |
| 5  | 9-10  | Capitoli - Capitoli 27-33 |                        |                                   |
| 6  | 11-12 | 19 giugno 2001            | ISBN 978-4-08-876174-9 | 11 luglio 2002 8 agosto 2002      |
| 6  | 11-12 | Capitoli - Capitoli 34-39 |                        |                                   |
| 7  | 13-14 | 10 dicembre 2001          | ISBN 978-4-08-876253-1 | 1º settembre 2002 10 ottobre 2002 |
| 7  | 13-14 | Capitoli - Capitoli 40-45 |                        |                                   |
| 8  | 15-16 | 19 luglio 2002            | ISBN 978-4-08-876326-2 | 12 dicembre 2002 16 gennaio 2003  |
| 8  | 15-16 | Capitoli - Capitoli 46-51 |                        |                                   |
| 9  | 17-18 | 11 dicembre 2002          | ISBN 978-4-08-876387-3 | 7 agosto 2003 11 settembre 2003   |
| 9  | 17-18 | Capitoli - Capitoli 52-57 |                        |                                   |
| 10 | 19-20 | 17 ottobre 2003           | ISBN 978-4-08-876519-8 | 27 maggio 2004 24 giugno 2004     |
| 10 | 19-20 | Capitoli - Capitoli 58-63 |                        |                                   |

## Volumi 11-20
| 11 | 21-22 | 19 aprile 2004              | ISBN 978-4-08-876601-0 | 24 febbraio 2005 31 marzo 2005    |
| 11 | 21-22 | Capitoli - Capitoli 64-69   |                        |                                   |
| 12 | 22-24 | 19 agosto 2004              | ISBN 978-4-08-876668-3 | 29 aprile 2005 26 maggio 2005     |
| 12 | 22-24 | Capitoli - Capitoli 70-75   |                        |                                   |
| 13 | 25-26 | 19 aprile 2005              | ISBN 978-4-08-876792-5 | 26 gennaio 2006 23 febbraio 2006  |
| 13 | 25-26 | Capitoli - Capitoli 76-81   |                        |                                   |
| 14 | 27-28 | 18 novembre 2005            | ISBN 978-4-08-876875-5 | 30 novembre 2006 11 gennaio 2007  |
| 14 | 27-28 | Capitoli - Capitoli 82-87   |                        |                                   |
| 15 | 29-30 | 19 giugno 2006              | ISBN 978-4-08-877104-5 | 2 febbraio 2007 15 marzo 2007     |
| 15 | 29-30 | Capitoli - Capitoli 88-93   |                        |                                   |
| 16 | 31-32 | 19 gennaio 2007             | ISBN 978-4-08-877209-7 | 30 agosto 2007 27 settembre 2007  |
| 16 | 31-32 | Capitoli - Capitoli 94-99   |                        |                                   |
| 17 | 33-34 | 19 luglio 2007              | ISBN 978-4-08-877305-6 | 25 ottobre 2007 29 novembre 2007  |
| 17 | 33-34 | Capitoli - Capitoli 100-105 |                        |                                   |
| 18 | 35-36 | 19 febbraio 2008            | ISBN 978-4-08-877407-7 | 25 settembre 2008 23 ottobre 2008 |
| 18 | 35-36 | Capitoli - Capitoli 101-111 |                        |                                   |
| 19 | 37-38 | 19 settembre 2008           | ISBN 978-4-08-877516-6 | 22 febbraio 2009 22 marzo 2009    |
| 19 | 37-38 | Capitoli - Capitoli 112-117 |                        |                                   |
| 20 | 39-40 | 19 maggio 2009              | ISBN 978-4-08-877655-2 | 24 gennaio 2010 21 febbraio 2010  |
| 20 | 39-40 | Capitoli - Capitoli 118-123 |                        |                                   |

## Volumi 21-22
| 21 | 41-42 | 19 gennaio 2010             | ISBN 978-4-08-877797-9 | 10 ottobre 2010 7 novembre 2010              |
| 21 | 41-42 | Capitoli - Capitoli 124-129 |                        |                                              |
| 22 | 43-45 | 19 novembre 2010            | ISBN 978-4-08-879068-8 | 18 giugno 2011 24 luglio 2011 27 agosto 2011 |
| 22 | 43-45 | Capitoli - Capitoli 130-136 |                        |                                              |